# Thorvig Svahn
Karl Axel Thorvig Svahn (ur. 5 lipca 1893 w Falköping, zm. 8 września 1942 w Tomelilla) – szwedzki lekkoatleta, skoczek wzwyż.
Podczas igrzysk olimpijskich w Antwerpii (1920) zajął 9. miejsce z wynikiem 1,75 m (w eliminacjach uzyskał 1,80 m).

## Rekordy życiowe
- Skok wzwyż – 1,86 (1919 & 1920)[1]
- Trójskok – 14,41 (1916)[1]